# Rob Swire
Rob Swire, vlastním jménem Robert Thompson Swire (* 5. listopadu 1982 Perth) je australský hudební producent, zpěvák, textař, klávesista a DJ. Je znám hlavně jako vedoucí zpěvák a producent australské elektronické kapely Pendulum, někdy také vystupuje pod uměleckým jménem Anscenic.
Spolu s Garethem McGrillenem také tvoří uskupení Knife Party, které hraje převážně Electro house a Dubstep. Pochází z australského Perthu, ale v roce 2003 se společně s Garethem McGrillenem a Paulem „El Hornet“ Hardingem přestěhovali do Velké Británie. Společně také založili skupinu Pendulum. Swire od té doby jako člen Pendulum zastává více rolí: píše písně, zpívá, hraje na MIDI kontrolér Ztar Z6S-XPA od Starr Labs. Ovládá také kytaru, baskytaru, klávesy a bicí.